# Attentat du 20 mars 2002 à Lima
 (février 2020).
Si vous disposez d'ouvrages ou d'articles de référence ou si vous connaissez des sites web de qualité traitant du thème abordé ici, merci de compléter l'article en donnant les références utiles à sa vérifiabilité et en les liant à la section « Notes et références ».
L'attentat du 20 mars 2002 à Lima est un attentat à la voiture piégée survenue le 20 mars 2002 à Lima, au Pérou, qui s'est produit juste à l'extérieur de l'ambassade des États-Unis, faisant neuf morts et trente-deux blessés. L'explosion est survenue à peine trois jours avant la visite au Pérou du président américain George W. Bush. Aucun Américain n'a été tué dans l'explosion. Environ 30 kilogrammes d'explosifs ont été utilisés lors de l'attaque.

## Attaque
La bombe a été posée dans un centre commercial à quatre pâtés de maisons de l'ambassade américaine. Un hôtel de sept étages et une succursale de la banque Banco de Crédito del Perú (en) ont été endommagés, mais le complexe de l'ambassade lui-même, situé derrière un mur de 6 mètres de haut et éloigné de la rue, n'a subi aucun dommage apparent. Deux gardes de sécurité de l'ambassade et un policier figuraient parmi les morts.
Le président péruvien Alejandro Toledo a déclaré qu'il "ne permettra pas que la démocratie soit mise à mal par des attaques terroristes". Le ministre de l'Intérieur a affirmé que l'attaque n'empêchera pas la visite prévue de Bush à Lima pour rencontrer Alejandro Toledo et les dirigeants de la Colombie, de la Bolivie et de l'Équateur. Un communiqué de l'ambassade américaine a déclaré: "Nous condamnons l'attentat terroriste barbare de ce soir aux environs de notre ambassade à Lima". Quelques minutes avant de partir pour le Pérou, Bush a apparemment dit: "Je parie que je m'en vais."

## Responsabilité
Les États-Unis soupçonnaient que des guérilleros du groupe terroriste de gauche Sentier lumineux avaient perpétré l'attaque. Le ministre de l'Intérieur a également déclaré que les sympathisants de l'ancien président péruvien Alberto Fujimori, qui avait fui le pays en 2000, pourraient être responsables.
Des groupes internationaux, dont Al-Qaïda et les Forces armées révolutionnaires de Colombie (FARC), ont également été suspectés. 
Cependant, la suspicion principale reposait sur Sentier lumineux. Le groupe n'a cependant jamais revendiqué la responsabilité, pas plus que le Mouvement révolutionnaire Túpac Amaru (MRTA), un autre groupe de guérilla participant au conflit interne au Pérou. Un analyste a affirmé que l'attaque était peut-être motivée par la guerre contre le terrorisme de Bush.
Le Mouvement révolutionnaire Túpac Amaru avait précédemment bombardé l'ambassade des États-Unis à Lima le 15 janvier 1990. Elle a été à nouveau bombardée le 27 juillet 1993, cette fois par Sentier lumineux. Quatre personnes ont été blessées lors de cette attaque.